# Всё закончится здесь
«Всё закончится здесь»  (хорв. Svemu dodje kraj)  — криминальная драма 2024 года режиссёра Райко Грлича. Сценарий, написанный Грличем вместе с хорватским писателем Анте Томичем, основан на романе Мирослава Крлежи «Я больше не играю» (1938).

## Сюжет
Успешный адвокат из Загреба Макс Пинтер (Аночич) сталкивается с влиятельным клиентом Динко Хорватом (Исакович), одним из самых богатых хорватских предпринимателей в стране. Макс помогает тому избежать наказания, но вскоре узнаёт, что Хорват действительно был виновен.  Из-за этого конфликта он теряет всё, но отказывается сдаваться. С любовью своей юности, Ниной Штефанчич (Докич) и бесправными бывшими сотрудниками, возглавляемыми представителем профсоюза (Маринкович), он начинает кампанию возмездия. С другой стороны, никто в этой истории не является полностью невиновным  и все они глубоко взаимосвязаны.

## В ролях
- Живко Аночич — Макс Пинтер
- Елена Джокич — Нина Стефанчич
- Борис Исакович — Динко Хорват
- Ксения Маринкович — представитель профсоюза
- Анжела Недялкова  — таинственная женщина
- Эмир Хаджихафизбегович — Будилица

## Производство и премьера
Международное производство фильма было разделено между хорватской студией Interfilm, болгарской RRF International, боснийской Oktavijan, турецкой Saudade Film, сербской West End Production и черногорской ABHO.
Его мировая премьера состоялась на 71-м Пульском кинофестивале 11 июля 2024 года. 20 августа фильм был продемонстрирован на МКФ в Сараево. Он выйдет в прокат в кинотеатрах 26 сентября 2024 года.

## Восприятие
Večernji list в своей рецензии отмечает: «В плотно написанном сценарии есть всё о нас и для нас, включая военную спекуляцию и разрушенные заводы; обманутых рабочих и животноводов; адвокатов, мошенников и обманутых супругов».